# Сільверадо
Сільверадо (англ. Silverado) — американський вестерн 1985 року.

## Сюжет
1880 рік. Четверо чоловіків подорожують разом в місто Сільверадо. Сільверадо — це далеке місто, куди прагне і простий люд, і відчайдушні ковбої, і жорстокі бандити. Але потрапити туди може не кожний — довгий шлях приховує в собі безліч небезпек. Тільки той, хто зуміє не схибити у важку хвилину, тільки найшвидший і сміливий зможе побачити Сільверадо. Четвірка стикається з багатьма небезпеками, і врешті перемагає «поганих хлопців», повернувши мир та справедливість у місто.

## У ролях
| Актор                | Роль              |
| -------------------- | ----------------- |
| Кевін Клайн          | Пейден            |
| Скотт Гленн          | Еммет             |
| Кевін Костнер        | Джейк             |
| Денні Ґловер         | Мел               |
| Марвін Дж. Макінтайр | Клерк             |
| Бред Вільямс         | солдат            |
| Шеб Вулі             | сержант           |
| Джон Кездан          | хлопчик у форпост |
| Джон Кліз            | шериф Ленгстон    |
| Тодд Аллен           | заступник Керн    |
| Кенні Колл           | заступник Блок    |
| Білл Турман          | Картер            |
| Мег Кездан           | бармен            |
| Дік Дурок            | боєіць у барі     |
| Джин Гартлайн        | боєіць у барі     |
| Отрі Ворд            | злодій            |
| Джейк Кездан         | хлопець           |
| Розанна Аркетт       | Ханна             |
| Расті Мейерс         | Конрад            |
| Зік Девідсон         | містер Паркер     |
| Лоїс Джирі           | Місіс Паркер      |
| Джеймс Гаммон        | Доусон            |
| Трой Ворд            | Бакстер           |
| Рой МакАдамс         | бандит            |
| Браян Деннегі        | Кобб              |
| Лінда Гант           | Стелла            |
| Джефф Голдблюм       | Слік              |
| Рей Бейкер           | Маккендрік        |

| Актор              | Роль                          |
| ------------------ | ----------------------------- |
| Джо Сенека         | Езра                          |
| Лінн Вітфілд       | Реі                           |
| Джефф Фейгі        | Тайрі                         |
| Патріція Гол       | Кейт                          |
| Аманда Вайсс       | Фібі                          |
| Ерл Гіндмен        | Джей Ті                       |
| Томас Вілсон Браун | Огі                           |
| Джим Гейні         | Бредлі                        |
| Річард Дженкінс    | Келлі                         |
| Джеррі Біггс       | бармен                        |
| Сем Гоні           | заступник Гарт                |
| Кен Фармер         | заступник Кайл                |
| Білл Макінтош      | заступник Чарлі               |
| Чарльз Сейберт     | власник магазину              |
| Джейн Бошан        | сусідка                       |
| Джеррі Блок        | городянин                     |
| Бен Зеллер         | городянин                     |
| Пепе Серна         | неохайний                     |
| Тед Вайт           | Гойт                          |
| Росс Лоні          | Ред                           |
| Волтер Скотт       | Суонн                         |
| Боб Тергун         | ковбой                        |
| Марк Кездан        | Док Скіннер, (сцени видалені) |
| Метью Готсінріллер | городянин                     |
| Брайон Джеймс      | Гобарт                        |
| Річард Лестер      | клієнт салону                 |
| Боб Морган         | людина Маккендріка            |